# Gebäudeeinfahrt

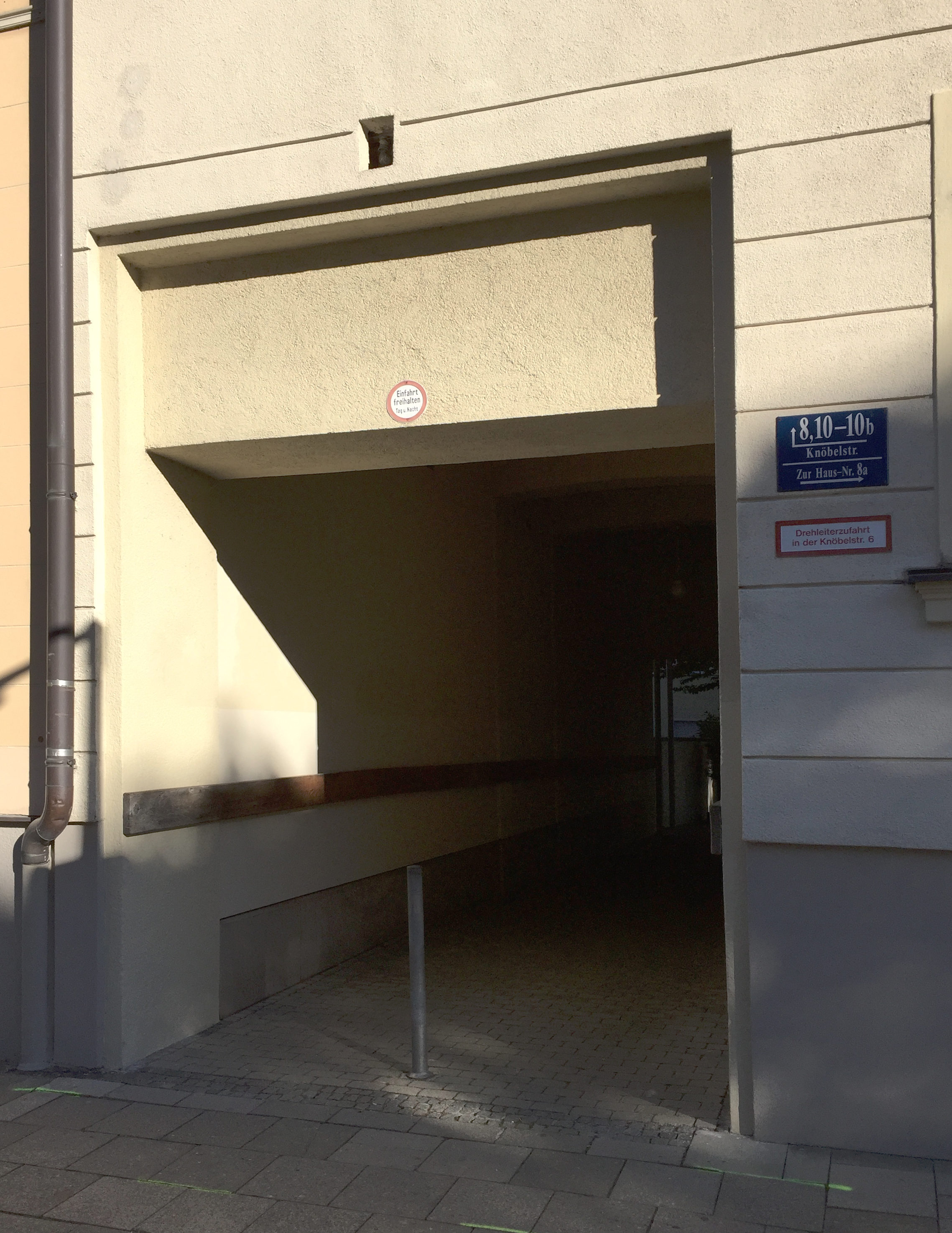
Hofdurchfahrt der Knöbelstraße 8 in München

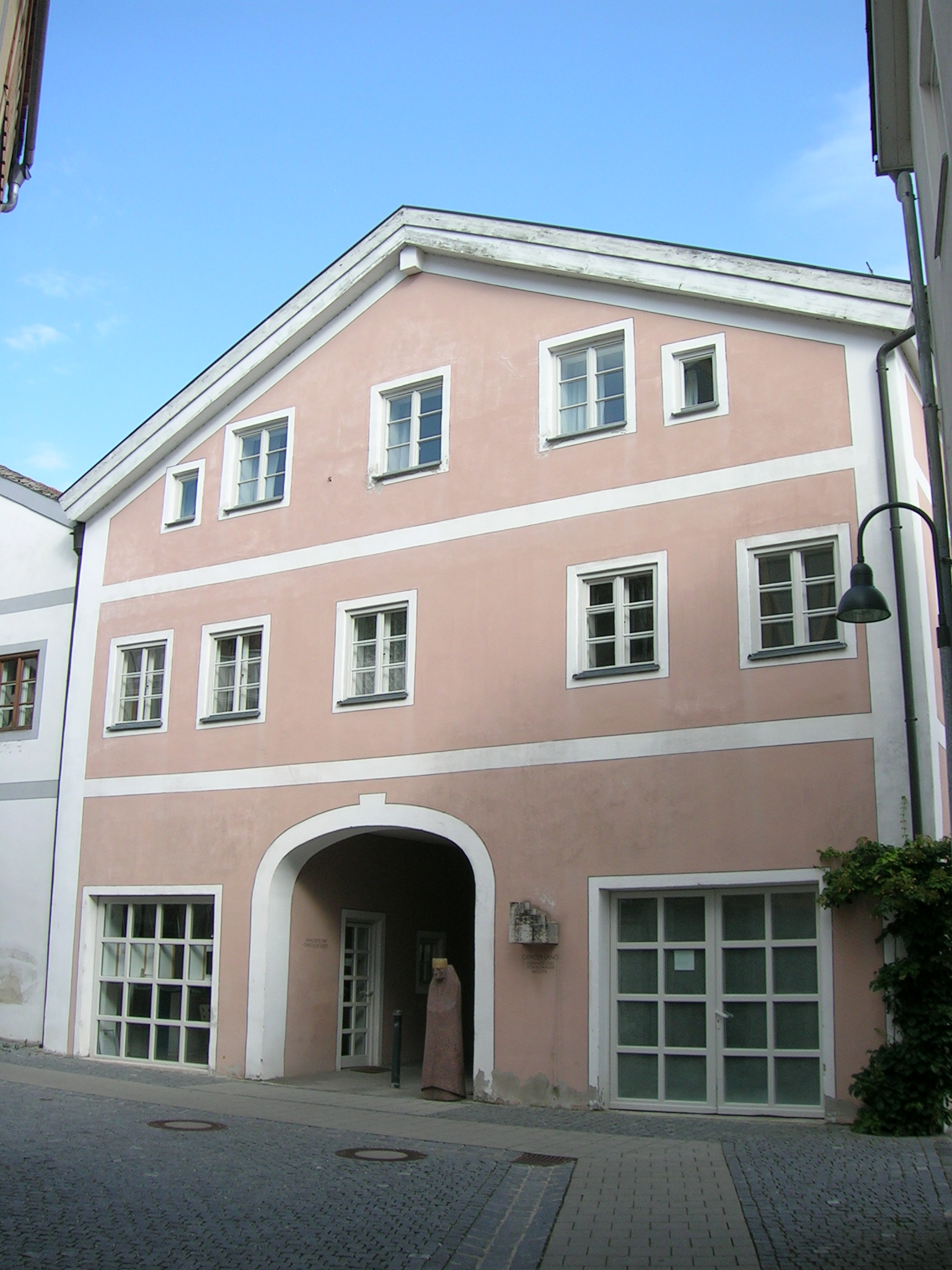
Wohnhaus mit Hofdurchfahrt in der Straße Am Salzstadel 2 in Eichstätt

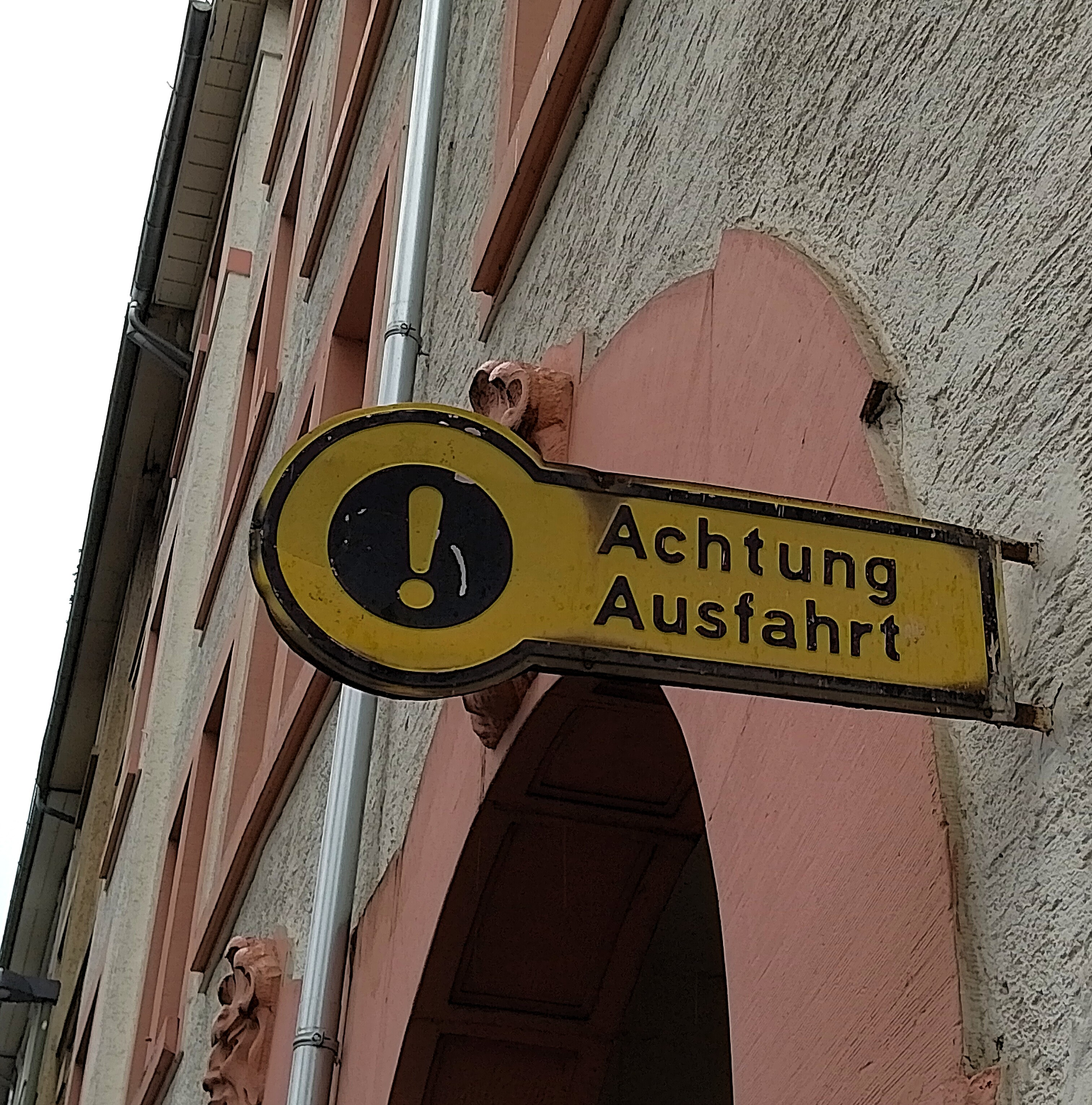
Das gelbe Blechschild „Achtung Ausfahrt“ an einem Vorhaus in Offenbach warnt Fußgänger und Kraftfahrer vor Fahrzeugen, die plötzlich auftauchen können

Eine Gebäudeeinfahrt ist eine besondere Grundstückseinfahrt, die von einer öffentlichen Straße in den Innenbereich eines Gebäudes oder auf das Gelände hinter einem Gebäude führt. Ein Durchlass im Gebäude, also eine Passage, ermöglicht Fahrzeugen und Fußgängern direkten Zugang zum Beispiel zu Stellplätzen oder zu einem Innenhof, in dem Geschäfte, Werkstätten, Garagen oder weitere Gebäudeeingänge liegen.  
Die Gebäudeeinfahrt wird auch als „Ausfahrt“ bezeichnet. Zugleich ist eine Durchfahrt gemeint, weil Fahrzeuge durch das Gebäude hindurch fahren.  
Wenn sie damit einen Innenhof erreichen, wird von Hofdurchfahrt gesprochen. Das Gebäude, durch das die Durchfahrt führt, wird oft Torhaus oder Vorhaus genannt. 
Eine solche Gebäudeeinfahrt wird in der Regel in eng bebauten Straßen angelegt, wenn keine Grundstückseinfahrt am Gebäude vorbei führen kann. Dies ist vor allem in Innenstädten der Fall, etwa der Blockrandbebauung bei historischen Mietskasernen. Es kann aber auch in Straßendörfern vorkommen. 
Es ist aus mehreren Gründen eine Gefahrstelle:  
- Ausfahrende Fahrzeugführer haben voraus nur stark eingeschränkte Sicht. Sie können nicht sehen, ob sich auf dem am Haus vorbeiführenden Gehweg Fußgänger oder Fahrradfahrer nähern. Sie können auch den fließenden Fahrzeugverkehr auf der Straße kaum sehen. Sie müssen sich daher sehr langsam vorwärts bewegen und sind nach § 10 StVO wartepflichtig. Manchmal sind am oberen Ausgang der Durchfahrt angewinkelte Verkehrsspiegel montiert, um die Sicht auf sich nähernde Verkehrsteilnehmer zu erleichtern.
- Ausfahrende Fahrzeuge bewegen sich innerhalb der Passage verdeckt. Sie werden für Fußgänger, Fahrradfahrer und Fahrzeuge erst im letzten Moment sichtbar. Es ist oft eine Überraschung, wenn sich ein Fahrzeug aus dem Innenbereich des Gebäudes nähert und plötzlich sichtbar wird. Aus diesem Grund werden häufig auffällige Warnschilder an der Außenseite des Gebäudes angebracht, beispielsweise mit einer Aufschrift „Achtung Ausfahrt“. Manchmal sind am oberen Ausgang der Durchfahrt angewinkelte Verkehrsspiegel montiert, um die Sicht auf sich nähernde Fahrzeuge zu erleichtern.
- Der Durchlass selbst ist baubedingt eher schmal und niedrig, vor allem bei historischen Gebäuden. Oft ist er schlecht beleuchtet. Hindernisse und Barrieren, zum Beispiel Pfosten, Bauteile, Mülltonnen, Fahrräder oder liegende Gegenstände, sind schlecht erkennbar.

Für Zu- und Durchfahrten zu Grundstücken gelten im Bauaufsichtsrecht (Baupolizeirecht) bestimmte Regeln und Mindestmaße. Von besonderer Bedeutung sind Rettungswege für die Feuerwehr, speziell für Hubrettungsfahrzeuge mit Leitern. Wichtige deutsche Regelwerke sind die Muster-Richtlinie über Flächen für die Feuerwehr (MRFlFw) der Fachkommission Bauaufsicht der Bauministerkonferenz, die jeweils von den Bundesländern in eigener Fassung in Landesrecht gefasst wird, sowie DIN 14090 „Flächen für die Feuerwehr auf Grundstücken“. Solche Regelwerke legen Mindestmaße für lichte Breite und Höhe oder Neigung fest.